# Liste des autoroutes de l'Irlande

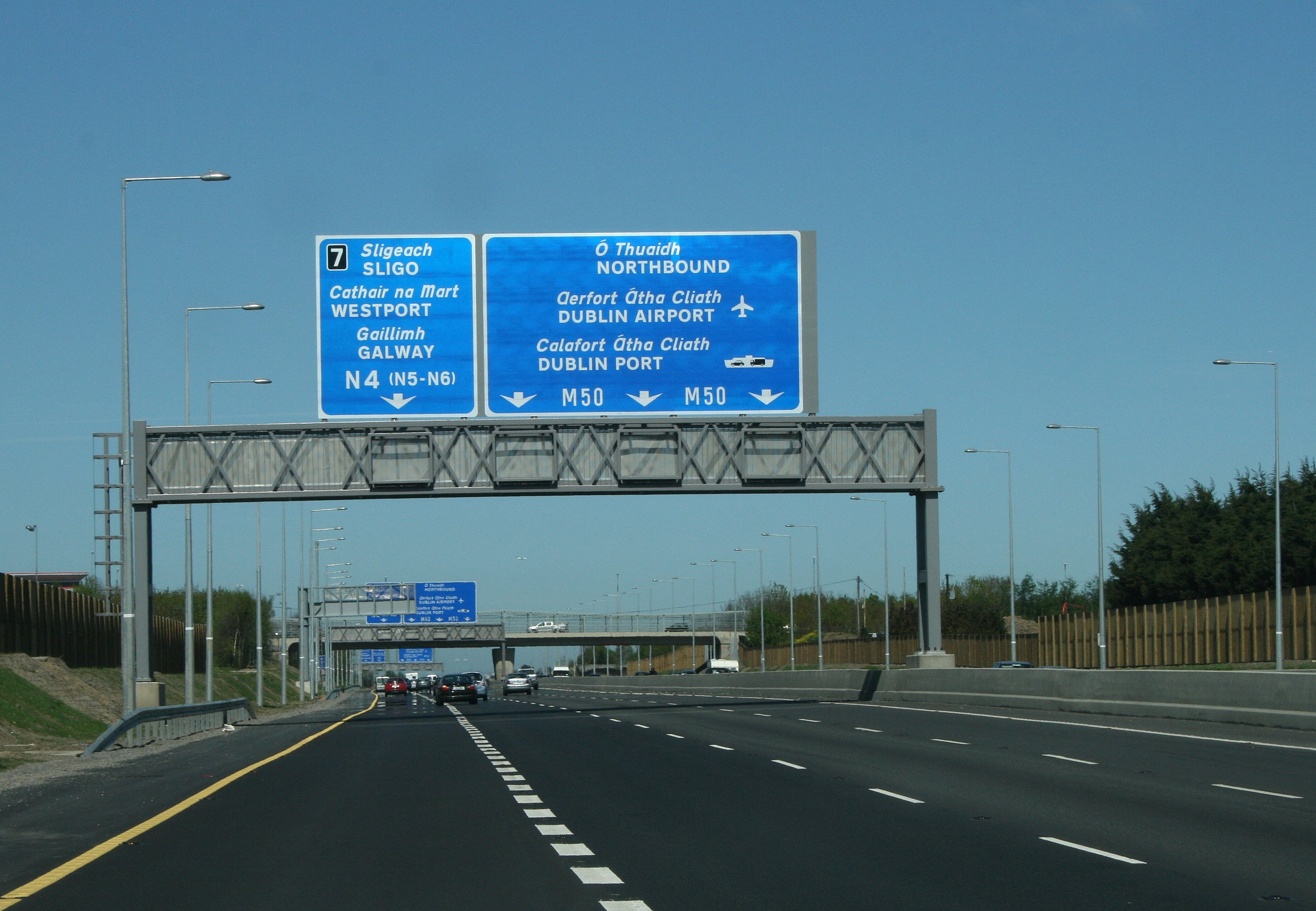
M50

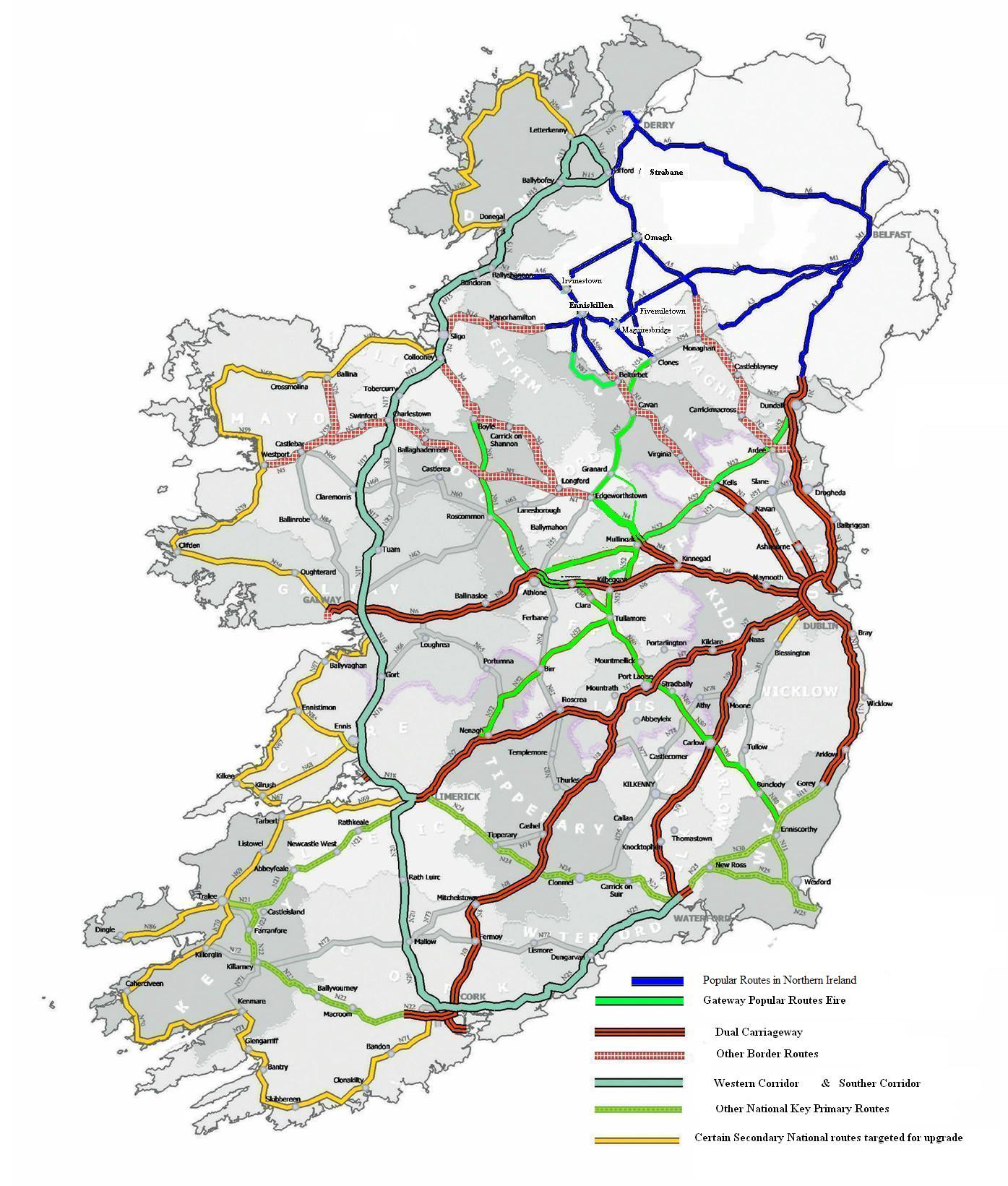
Réseau routier irlandais prévu en 2015
(les autoroutes sont en rouge).

Le réseau autoroutier irlandais est l'un des plus récents d'Europe, il est actuellement en pleine expansion. Il peut être schématisé par une étoile dont le point de convergence des branches est Dublin. La connexion avec l'Irlande du Nord est assurée par l'autoroute M1. La longueur du réseau est passée d'une dizaine de kilomètres en 1990 à plus de 690 km en décembre 2009. La réalisation finale d'un réseau de près d'un millier de kilomètres est en projet.
| Autoroute : | En service :                                       | En construction :   | En projet :          |
| M1          | Dublin - Newry* (Irlande du Nord)                  | Achevé              | Achevé               |
| M2          | Dublin* - Ashbourne                                | Achevé              | Achevé               |
| M3          | Dublin* - Kells                                    | (néant)             | Kells - Ballyshannon |
| M4          | Dublin* - Kinnegad, Mullingar et Sligo - Collooney | (néant)             | Kinnegad - Collooney |
| M6          | Kinnegad - Galway                                  | Achevé              | Achevé               |
| M7          | Dublin* - Limerick                                 | Achevé              | Achevé               |
| M8          | Cork* - Portlaoise                                 | Achevé              | Achevé               |
| M9          | Newbridge - Waterford                              | Achevé              | Achevé               |
| M11         | Dublin - Gorey                                     | Gorey - Enniscorthy | (néant)              |
| M17         | Galway - Tuam                                      | (néant)             | (néant)              |
| M18         | Limerick* - Galway                                 | (néant)             | (néant)              |
| M20         | Limerick - Patrickswell                            | (néant)             | Patrickswell - Cork  |
| M50         | Périphérique de Dublin                             | Achevé.             | Achevé.              |

(*) Aux alentours de Dublin (N2, N3, N4, N7), Sligo (N4) Cork (N8), et entre Dundalk et Newry (N1/A1) les pistes ne sont pas sur autoroute de jure mais sur double chaussée de type autoroutier, dont il n'existe aucun projet de modification.